# Barthélemy-Edmond Palat
Barthélemy-Edmond Palat, född den 6 december 1852 i Verdun, död den 2 september 1931 i Clisson, var en fransk militär.
Palat blev officer vid infanteriet 1874 och brigadgeneral 1908. Han var en framstående militärförfattare och utgav under pseudonymen Pierre Lehautcourt bland annat Histoire de la guerre 1870–71 (15 band, 1886–1911) och Aperçus et commentaires (2 band, 1911) samt under eget namn Bazaine et nos desastres en 1870 (2 band, 1913), La grande guerre su le front occidenthal (14 band, 1917–1929) och La part de Foch dans la victoire (1930).